# 大門曳山まつり
大門曳山まつり（だいもんひきやままつり）は富山県射水市大門地区にて、毎年10月第2日曜日に行われる明治時代初めより続く大門神社・枇杷首（びわくび）神社の秋季祭礼で、4基の曳山が曳き回され、夜には提灯山となる。かつては10月21日に行われていたが、祭礼を執り行う人手確保のため2001年（平成13年）より現在の日程となった。

## 概要
4基の曳山が大門の市街地を、各町揃いの法被姿の若衆によって曳き回される。1868年（明治元年）に高岡御車山に習って創設されたのが始まりといわれるが、1870年（明治3年）ともいわれ正確にはわかっていない。創設時には町の西部を流れる一級河川庄川右岸の田町、中町、西町、左岸の枇杷首（びわくび）、河原町の5町が曳山を曳いていたが、庄川左岸にあった河原町は、1900年（明治23年）から始まった庄川拡張工事で1907年（明治30年）以降町自体がなくなったため、河原町の曳山は枇杷首が、枇杷首の曳山は枇杷首から庄川左岸の蓮花寺（れんげじ）地区（現 高岡市）に移り住んだ60軒で曳く事になった。しかし1941年（昭和16年）以降蓮花寺曳山は曳かれなくなり、その後蓮花寺地区が高岡市に編入され、行政区が変更となったこともあり現在4基となっている。
午前10時頃に庄川右岸沿いにある大門神社でお祓いを受け、左岸沿いにある枇杷首神社へ向かうため庄川に掛かる約443mの大門大橋を、4基の曳山が往復する橋渡しが見所の一つとなっている。この橋渡しはかなり以前より行なわれていたが、現在の橋（車道橋）が、1962年（昭和37年）に完成した際、鋼鉄のトラス構造をもつトラス橋のため、高さ調整ができるように改良した枇杷首（びわくび）の曳山以外は渡れなくなってしまった。しかしその後1996年（平成8年）には車道橋の隣（上流側）に、橋上に障害物のない幅3.5mの歩道橋が架けられ、再び4基揃っての橋渡しが再開されることとなった。
また夜には提灯山となって夜空をほのかに染めながら曳き回され、大門神社前で4基曳揃えの後琵琶首の曳山は曳き別れ、再び橋を渡り町内に戻り、残りの3基
は田町広場へと向う。広場では3基の曳山が曳き手の掛け声とともに前輪を浮かせ5回ほどその場で回す。午後9時以降はそれぞれの町内へ戻り町内曳きを行う。
4基の曳山は、2005年（平成17年）3月25日 市指定有形民俗文化財に指定された。また2006年（平成18年）には、「とやまの文化財百選（とやまの祭り百選部門）」に選定されている。

## 曳山
4基の曳山は高さ約5.6m〜7m、幅約2mで、高岡御車山と同じように地車に鉾柱（心柱）を立て花傘を付けた花山車（花鉾山）である。上山と下山の二層構造で、高欄で囲まれた上山中央の鉾柱（心柱）の周りに、赤・白・黄3色の造花で出来た菊の花5個付けた割竹36本を放射状に広げた花傘の鉾山で、鉾柱（心柱）の先端には標識（だし）といわれる鉾留が付いており、王様といわれる御神体を供えている。下山には赤い横幕が張られている。車輪は4輪の大八車（外車）様式で、輻車（やぐるま〔スポーク式〕）または板車だが、枇杷首の曳山だけは大きな2輪の輻車で、富山県内の曳山では高岡御車山の二番町とここ枇杷首だけである。夜には提灯山になるが、花笠などを取り外して何百もの提灯で曳山上部を囲むのではなく、花山車の花笠の内側と高欄下部に丸型提灯と四隅に小田原提灯を提げる。
なお、現在曳かれていない蓮花寺曳山は解体され、蓮華寺、井口神社、一般の民家などに別けて保存されている。

### 田町（たまち）
- 創設: 1872年（明治5年）
- 標識（だし）: 打出の小槌
- 王様: 恵比須
- 前人形: 女の子

### 中町（なかまち）
- 創建: 1872年（明治5年）
- 標識（だし）: 蝶
- 王様: 布袋和尚
- 前人形: でんぐり返しのカラクリ唐子

### 西町（にしまち）
- 創建: 1872年（明治5年）
- 標識（だし）: 千枚分銅
- 王様: 楠木正成
- 前人形: 楠木正行・太鼓打ちの猿

### 枇杷首（びわくび）
- 創建: 明治時代
- 標識（だし）: 釣鐘
- 王様: 尉（じょう）と姥（うば）
  - 唯一車輪が直径約2mの二輪である。